# Ammothella verenae
Ammothella verenae är en havsspindelart som först beskrevs av Child, C.A. 1987.  Ammothella verenae ingår i släktet Ammothella och familjen Ammotheidae. Inga underarter finns listade i Catalogue of Life.